# Frédéric Ier de Bade-Bade
Frédéric Ier (en allemand : Friedrich I.), né en 1249 à Alland (Autriche) et mort décapité le 29 octobre 1268 à Naples, est un prince de la maison de Bade, fils du margrave Hermann VI et de Gertrude de Babenberg. Il fut co-margrave de Bade (avec Rodolphe Ier, son oncle) et margrave titulaire de Vérone de 1250 jusqu'à sa mort. Il était également un prétendant aux duchés d'Autriche et de Styrie.

## Biographie
Frédéric Ier appartint à la première branche de la maison de Bade elle-même issue de la première branche de la maison de Zähringen. Fils unique d'Hermann VI (mort en 1250), margrave de Bade depuis 1243, et de son épouse Gertrude de Babenberg (1226-1288), une nièce du duc Frédéric II d'Autriche.
À la suite de son mariage, son père avait entretenu des vues sur les duchés d'Autriche et de Styrie, il n'a cependant pas pu s'imposer et meurt peu après. À la mort de son père en 1250, Frédéric a hérité des droits à l'Autriche et la Styrie. Après qu'Ottokar II de Bohême s'empare de l'Autriche en 1251, toutefois, Gertrude et ses enfants ont fui le pays. Frédéric fut élevé à la cour de Bavière avec Conradin, duc de Souabe, roi de Jérusalem et de Sicile, le dernier héritier légitime de la maison de Hohenstaufen. 

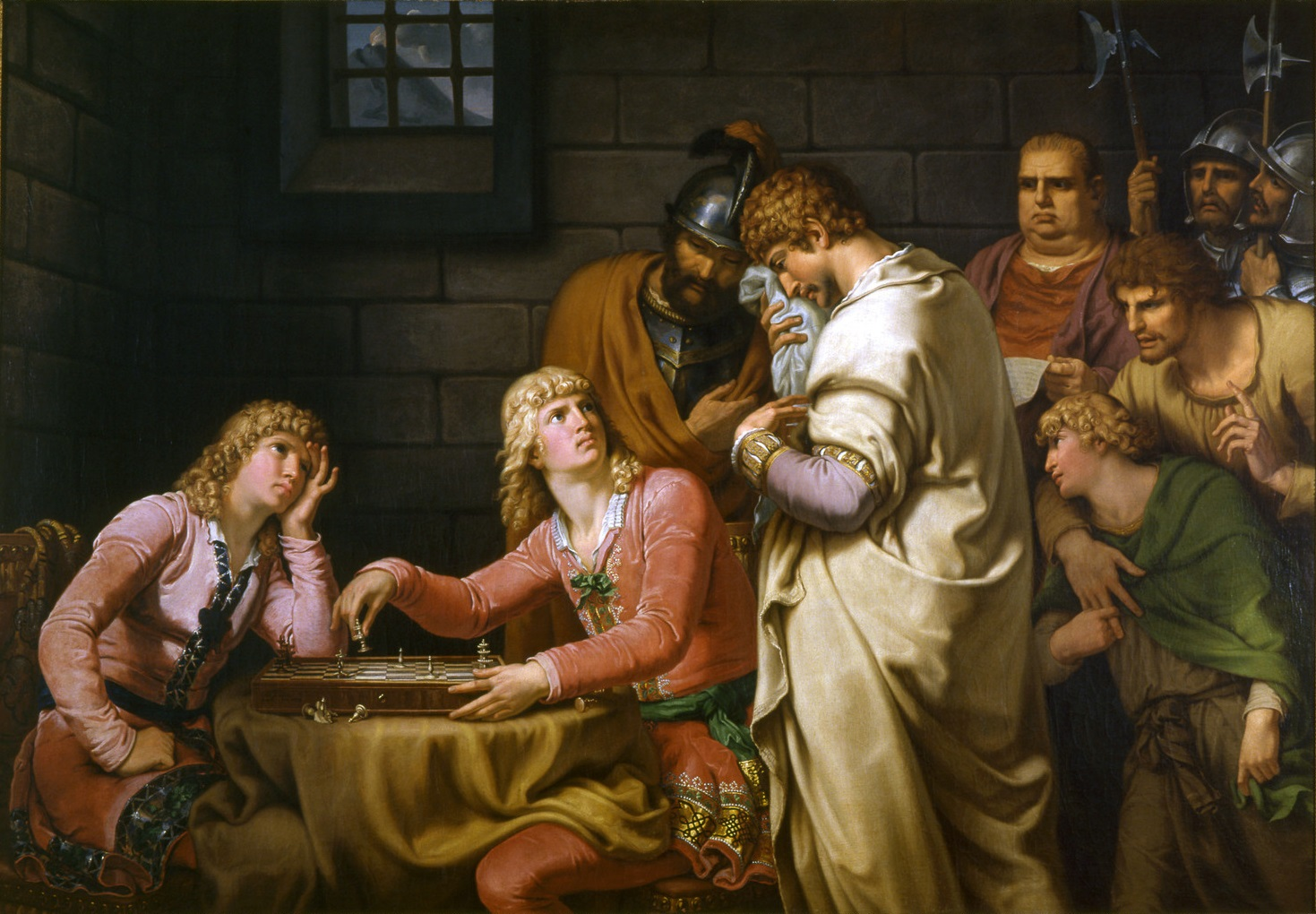
Conradin et Frédéric entendent leur condamnation à mort, tableau de Johann Heinrich Wilhelm Tischbein (1784).

En 1266, le pape Clément IV a déclaré Charles d'Anjou, frère du roi Louis IX de France, roi de Sicile. L'année suivante, Frédéric participa à la campagne militaire italienne aux côtés de Conradin, afin d'assurer le patrimoine des Hohenstaufen. Le 24 juillet 1268, les deux  entrèrent à Rome ; néanmoins, après la défaite à Tagliacozzo, il fut fait prisonnier à Astura le 8 septembre. Remis à Charles d'Anjou, il resta captif au Castel dell'Ovo, puis fut décapité en public avec Conradin sur la place du marché (Piazza Mercato) de Naples le 29 octobre 1268.
Les ossements de Frédéric et de Conradin reposent à la basilique Santa Maria del Carmine Maggiore de Naples.

## Source
- Anthony Stokvis, Manuel d'histoire, de généalogie et de chronologie de tous les États du globe, depuis les temps les plus reculés jusqu'à nos jours, préf. H. F. Wijnman, Israël, 1966, Chapitre VIII. « Généalogie de la Maison de Bade, I. »  tableau généalogique no 105.
- Notices d'autorité :   - VIAF
  - GND